# H&L Records
H&L Records est un label discographique américain, actif entre 1976 et 1979.

## Histoire
H&L Records est fondé par Hugo Peretti et Luigi Creatore (d'où le nom du label qui reprend la première lettre de leurs prénoms, Hugo et Luigi) après leur départ d'Avco Records. Ils ont emmené The Stylistics avec eux. Le double album That Old Black Magic des Softones et Love is the Answer de Van McCoy sort en single,. En octobre 1978, le groupe d'accompagnement des Manhattans, 98.6, est signé chez H&L.
En 1984, les bandes master de H&L et ceux d'Avco sont acquis par Amherst Records.